# ピッツバーグ・コンドルズ
ピッツバーグ・コンドルズ (Pittsburgh Condors) は、かつてアメリカ合衆国ペンシルベニア州ピッツバーグに存在したABAのバスケットボールチーム。1967年に創設され、1968年に初代ABAチャンピオンとなった。1972年に解散した。

## 歴史
コンドルズは1967年にピッツバーグ・パイパーズ (Pittsburgh Pipers) として創設され、同年に誕生したばかりのプロリーグであるABAに加盟した。1年目の1967-68シーズン、コニー・ホーキンズを擁したパイパーズはリーグ首位の54勝をあげ、プレーオフも勝ち抜いて初代ABAチャンピオンの座についた。ホーキンズは得点王・MVP・プレーオフMVPの3冠を達成した。
翌1968-69シーズン、チームは移転してミネソタ・パイパーズ (Minnesota Pipers) と改称した。チームは36勝42敗と負け越し、プレーオフでもディビジョン準決勝で敗退した（球団にとってこれが最後のプレーオフ進出となった）。シーズン終了後にホーキンズはNBAに移籍した。パイパーズは1シーズン限りでピッツバーグに本拠地を戻した。
1970年、パイパーズはピッツバーグ・コンドルズと改称したがチームの衰退は止まらず、25勝59敗に終った1971-72シーズンを最後に解散した。ABAでの戦績は5シーズンで180勝228敗（勝率.441）であった。